# Stephen Gostkowski
Stephen Carroll Gostkowski (Baton Rouge, 28 gennaio 1984) è un ex giocatore di football americano statunitense che giocava nel ruolo di kicker nella National Football League (NFL). Al college ha giocato a football all'Università di Memphis.

## Carriera professionistica

### New England Patriots
Al draft NFL 2006 Gostkowski fu selezionato come 118ª scelta dai Patriots, debuttando come professionista il 10 settembre 2006 contro i Buffalo Bills, indossando la maglia numero 3.
Nei primi 4 anni scese in campo in tutte le partite; nella stagione 2010 dopo essere diventato restricted free agent, il 17 aprile 2010 firmò un'estensione contrattuale del valore di 1,759 milioni di dollari. Il 26 agosto firmò un nuovo contratto per 4 anni a partire dal 2011 del valore di 14 milioni di dollari, di cui 5 milioni di garantiti. Nella nona partita del 2010 contro i Cleveland Browns subì uno strappo al muscolo del quadricipite. Tre giorni dopo venne inserito in lista infortunati, chiudendo in anticipo la stagione regolare.

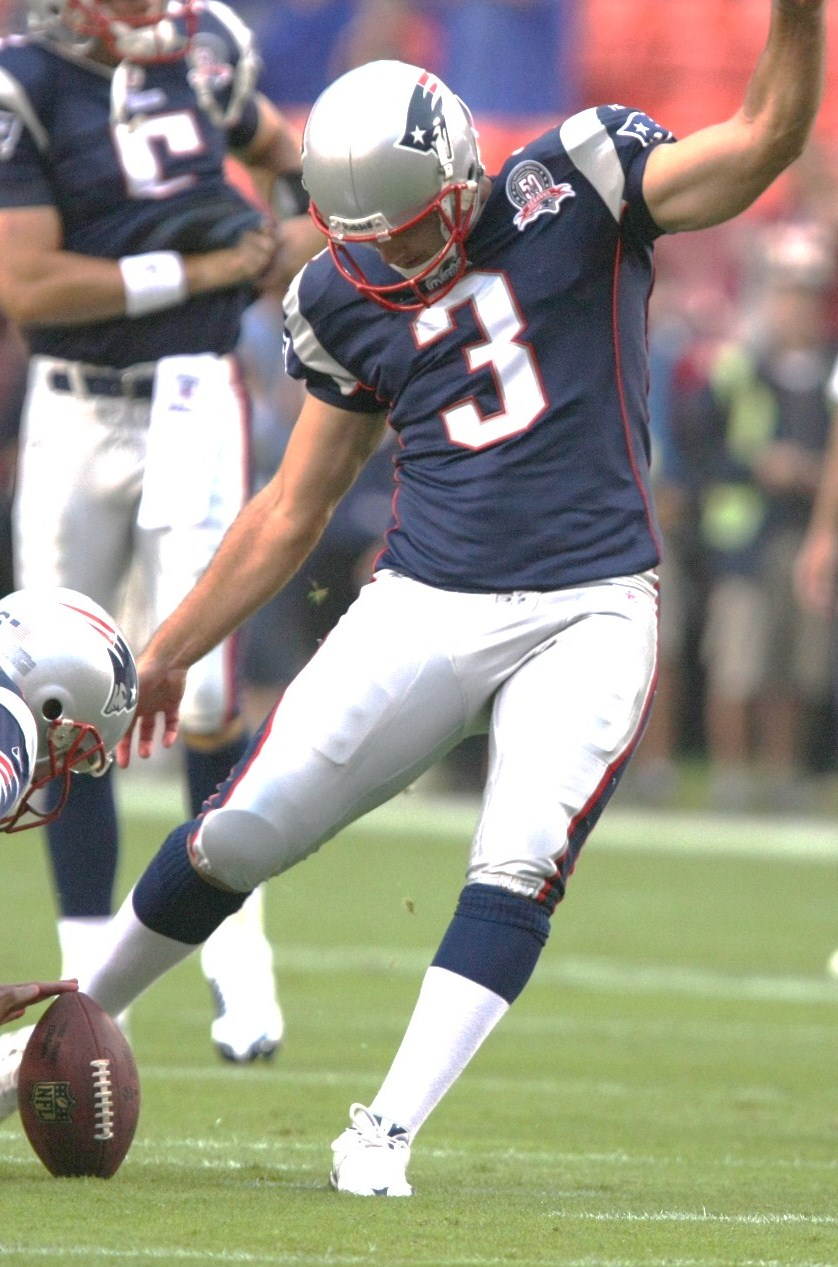
Gostkowski nella pre-stagione 2009

Il 20 gennaio 2014, Gostkowski fu convocato per il suo secondo Pro Bowl in sostituzione di Matt Prater, impegnato con i Denver Broncos nel Super Bowl XLVIII, selezione avvenuta anche l'anno successivo. A fine stagione, Gostkowski vinse il Super Bowl XLIX battendo i Seattle Seahawks 28-24.
Il 2 marzo 2015, i Patriots applicarono su Gostkowski la franchise tag. Dopo le prime tre gare della stagione fu premiato come giocatore degli special team del mese, in cui segnò tutti i sette field goal tentati e giunse a quota 425 extra point trasformati consecutivamente, un record. A fine stagione fu convocato per il quarto Pro Bowl in carriera ed inserito nel First-team All-Pro dopo avere guidato la NFL con 151 punti segnati.
Il 5 febbraio 2017 Gostkowski vinse il suo secondo Super Bowl, il LI, contro gli Atlanta Falcons ai tempi supplementari (prima volta nella storia del Super Bowl), con il punteggio di 34-28. In quell'occasione Gostkowski divenne il primo kicker della squadra vincente a non aver messo a segno nemmeno un extra point nella storia del Super Bowl. Dopo il primo touchdown dei Patriots, infatti, fallì il calcio, mentre in occasione del secondo e del terzo touchdown, la squadra optò per la conversione da due punti e il quarto e ultimo touchdown, essendo stato segnato nei tempi supplementari, pose fine alla partita.
Nella settimana 11 della stagione 2017, Gostkowski superò il proprio record di franchigia di 58 yard, segnando dalla distanza di 62 yard nella vittoria sugli Oakland Raiders, venendo premiato come giocatore degli special team della AFC della settimana. Fu anche il sesto field goal più lungo della storia della NFL.
Alla fine della stagione 2018 Gostkowski vinse il Super Bowl LIII battendo i Los Angeles Rams per 13-3, il suo terzo anello. Nel corso della partita segnò due field goal da 41 e 42 yard.
Il 9 aprile 2019, dopo essere rimasto svincolato, firmò nuovamente con i Patriots per altre due stagioni. Il 23 marzo 2020 fu svincolato definitivamente.

### Tennessee Titans
Il 3 settembre 2020, Gostkowski firmò con i Tennessee Titans. Il capo-allenatore, Mike Vrabel, era stato suo compagno ai Patriots dal 2006 al 2008. Nella settimana 3 segnò un record in carriera di 6 field goal, incluso quello da 55 yard della vittoria per 31-30 sui Vikings.

## Palmarès

### Franchigia
- Super Bowl : 3

New England Patriots: XLIX, LI, LIII
- American Football Conference Championship: 6

New England Patriots: 2007, 2011, 2014, 2016, 2017, 2018

### Individuale
- Convocazioni al Pro Bowl: 4

2008, 2013, 2014, 2015
- First-team All-Pro: 2

2008, 2015
- Second-team All-Pro: 1

2014
- PFWA All-Rookie Team - 2006
- Formazione ideale della NFL degli anni 2010